# Philosophy, Theology and the Sciences
Philosophy, Theology and the Sciences (Abkürzung: PTSc) ist eine theologische Fachzeitschrift, die vom Mohr Siebeck Verlag in Tübingen verlegt wird.
Sie erscheint halbjährlich mit einer Auflage von 500 Exemplaren.
Philosophy, Theology and the Sciences (PTSc) schafft eine Plattform für einen konstruktiven und kritischen Austausch zwischen Naturwissenschaften in all ihren Fachgebieten (von Physik bis Psychologie und darüber hinaus) und der zeitgenössischen Philosophie und Theologie.
Die Zeitschrift bietet die Gelegenheit, Wahrheitsansprüche, Bedeutungen und Methoden dieser Disziplinen kennenzulernen. Die Zeitschrift erscheint halbjährlich in englischer Sprache.
Herausgeber der Zeitschrift sind Celia Deane-Drummond, Dirk Evers, Niels H. Gregersen und Gregory R. Peterson. Dirk Evers ist der geschäftsführende Herausgeber.